# Liebstadt
Liebstadt (pronunciación en alemán: /ˈliːpˌʃtat/ⓘ) es un municipio situado en el distrito de Suiza Sajona-Montes Metálicos Orientales, en el estado federado de Sajonia (Alemania), a una altitud de 500 metros. Su población a finales de 2016 era de unos 1300 habs. y su densidad poblacional, 36 hab/km².